# Солым
Солым — посёлок в Косинском районе Пермского края. Входит в состав Светличанского сельского поселения. Располагается северо-восточнее районного центра, села Коса, на левом берегу реки Косы. Расстояние до районного центра составляет 27 км. По данным Всероссийской переписи населения 2010 года, в посёлке проживало 187 человек (105 мужчин и 82 женщины).

## История
По данным на 1 июля 1963 года, в посёлке проживало 838 человек. Населённый пункт входил в состав Солымского сельсовета.